# STS-41-D
STS-41-D est la 1re mission de la navette spatiale Discovery.

## Équipage
- Commandant : Henry W. Hartsfield, Jr (2)  États-Unis
- Pilote : Michael Coats (1)  États-Unis
- Spécialiste de mission 1 : Judith Resnik (1)  États-Unis
- Spécialiste de mission 2 : Steven Hawley (1)  États-Unis
- Spécialiste de mission 3 : Richard Mullane (1)  États-Unis
- Spécialiste de mission 4 : Charles Walker (1)  États-Unis

Le chiffre entre parenthèses indique le nombre de vols spatiaux effectués par l'astronaute au moment de la mission.

## Paramètres de la mission
- Masse :
  - Navette au décollage : 119 511 kg
  - Navette à l'atterrissage : 91 476 kg
  - Chargement : 21 552 kg
- Périgée : 300 km
- Apogée : 307 km
- Inclinaison : 28,5°
- Période : 90,6 min

## Objectifs
La mission a permis le lancement de trois satellites (SBS-D, SYNCOM IV-2 et TELSTAR), ainsi que de tester un nouveau type de panneau solaire de grande dimension.